# Victoria (fábrica)

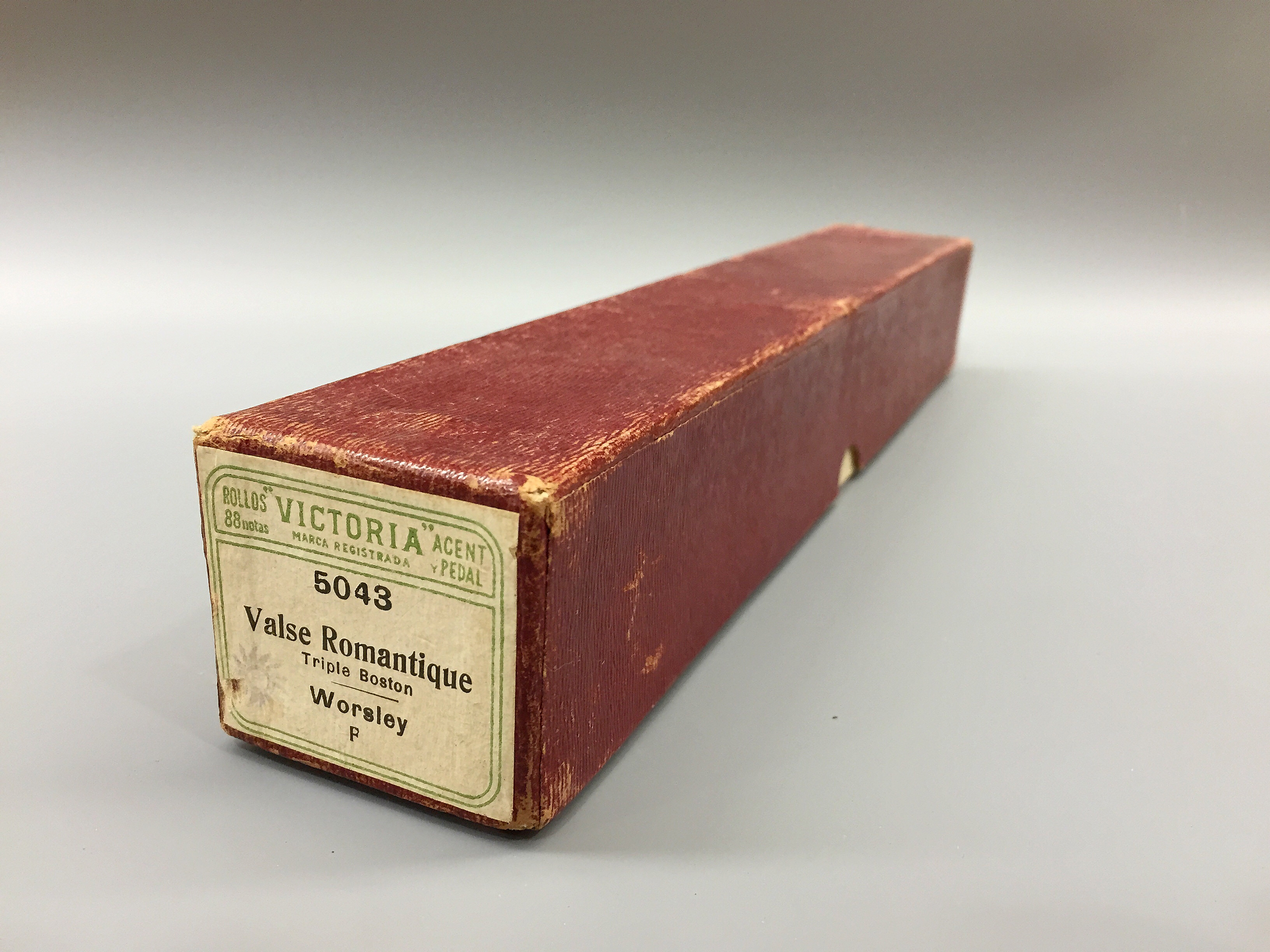
Vals romantique, de Clifton Worsley, de la fábrica de rollos Victoria

Victoria fue la primera fábrica de rollos de pianola de España, establecida en La Garriga (provincia de Barcelona), en 1905.
Esta fábrica, conocida como «La Solfa», producía los rollos de las marcas Victoria, Best e Ideal. El fundador fue Manuel Blancafort, representante en Barcelona de Columbia Graphophone Company S.A.E. Cerró las puertas poco antes de la Guerra Civil. Estaba ubicada en unas naves obra de Joaquim Cepillo; llegó  a tener, entre 1919 y 1930, un catálogo de unas cuatro mil obras y llegó a exportar rollos de pianola a Europa, América y Oceanía. Fue una auténtica escuela para Manuel Blancafort, que trabajó trasladando las notas de los pentagramas a las cintas continuas de la pianola.